# Jota Eridani
Jota Eridani (ι Eridani, förkortat Jota Eri, ι Eri) som är stjärnans Bayerbeteckning, är en ensam stjärna belägen i den södra delen av stjärnbilden Eridanus. Den har en skenbar magnitud på 4,11 och är synlig för blotta ögat där ljusföroreningar ej förekommer. Baserat på parallaxmätning inom Hipparcosuppdraget på ca 21,7 mas, beräknas den befinna sig på ett avstånd på ca 151 ljusår (ca 46 parsek) från solen.

## Egenskaper
Jota Eridani är en orange till röd jättestjärna av spektralklass K0 III. Den har en massa som är drygt 40 procent större än solens massa, en radie som är ca 11 gånger större än solens och utsänder från dess fotosfär ca 58 gånger mera energi än solen vid en effektiv temperatur på ca 4 680 K.